# Питер порвёт, Москва порешает
«Питер порвёт, Москва порешает» — микстейп рэп-исполнителя Крип-А-Крипа.
Микстейп вышел 30 декабря 2009 года . Премьера микстейпа состоялась на хип-хоп-портале Rap.ru.
В релизе приняли участие Смоки Мо и Кажэ Обойма, Big D, Птаха, Бледнолицый Панама, Mastabass и Дабл.

## Общая информация
- На альбом «Красная жара» представлено продолжение песни «СПб ч. 1» — «Флешбэк»/«СПб ч. 2».
- Были сделаны видеоклипы на песни «СПб ч. 1», «Детектор» и «40 строк»; последние два — результат анимационной работы.
- Крип-А-Крип и Дабл на третьей «Битве за респект» исполнили песню «Рифма на Муз-ТВ», причём Глеб на том проекте участвовал в качестве судьи.
- Mastabass, ранее известный как Альф — бывший участник группы UmBriaco, в которую входил и Крипл.

## Список композиций
| №   | Название                               | Музыка            | Длительность |
| --- | -------------------------------------- | ----------------- | ------------ |
| 1.  | «Интро»                                | Roc Dog           | 1:13         |
| 2.  | «Сэйнт Пи» (уч. Смоки Мо)              | Смоки Мо          | 1:56         |
| 3.  | «Ты знаешь, о чём я» (уч. Кажэ Обойма) | Смоки Мо          | 3:39         |
| 4.  | «Провокация» (уч. MC Молодой)          | «П-13»            | 1:45         |
| 5.  | «Поставь компакт» (уч. Купэ)           | Купэ              | 2:20         |
| 6.  | «Взвод»                                | Смоки Мо          | 1:26         |
| 7.  | «Доктрина» (уч. Биг Ди)                | BMBeat            | 2:21         |
| 8.  | «Так, ни о чём» (уч. Птаха)            | Slim              | 2:03         |
| 9.  | «На порядок выше»                      | Каста Instr.      | 2:26         |
| 10. | «Сеть»                                 | Смоки Мо          | 1:12         |
| 11. | «Рифма на Муз-ТВ» (уч. Дабл)           | Tamzo             | 3:13         |
| 12. | «Тру гон» (уч. Панама, Mastabass)      | Roc Dog           | 1:43         |
| 13. | «Стиму»                                | Смоки Мо          | 2:26         |
| 14. | «Детектор»                             | Roc Dog           | 1:10         |
| 15. | «На правое плечо»                      | Смоки Мо          | 1:06         |
| 16. | «СПб часть 1»                          | Meloman, Смоки Мо | 3:16         |
| 17. | «Спецвыпуск»                           | V-Style           | 2:06         |
| 18. | «Академия»                             | BMBeat            | 0:50         |
| 19. | «По домам»                             | Смоки Мо          | 1:36         |
| 20. | «40 строк»                             | Смоки Мо          | 3:32         |
| 21. | «Аутро»                                | Roc Dog           | 0:34         |

## Рецензии
Он великолепный поэт — его манеру читки и рифмовки вряд ли можно с кем-то спутать. Он скромняга — не пишет манифестов, не суетится, не лезет вон из кожи, чтобы на него обратили внимание. 

<…> 

Тем не менее, чуда не произошло — «ППМП», может быть, и лучшее, что было выпущено в прошлом году в формате микстейпа, но это все-таки не альбом. Что, честно говоря, радует — значит, артисту есть, куда стремиться. А нам — есть, чего ждать.Николай Редькин, Rap.ru

## Принимали участие
- Смоки Мо
- Кажэ Обойма
- Big D
- V-Style
- Птаха
- MC Молодой
- Бледнолицый Панама («Бледнолицые Нигга’дяи»)
- Mastabass
- Дабл
- Roc Dog